# Atrichopogon haemorrhoidalis
Atrichopogon haemorrhoidalis är en tvåvingeart som beskrevs av Jean-Jacques Kieffer 1921. Atrichopogon haemorrhoidalis ingår i släktet Atrichopogon och familjen svidknott.
Artens utbredningsområde är Taiwan. Inga underarter finns listade i Catalogue of Life.